# Franklin Henry Giddings
Pour les articles homonymes, voir Giddings.
Franklin Henry Giddings (23 mars 1855 — 11 juin 1931) est un sociologue et économiste américain,.Professeur à l'université Columbia,il fut adepte du darwinisme social et du Positivisme. 